# 亲迎
亲迎，又稱迎親、雙頂娶，香港通稱接新娘，是東亞傳統婚礼中的一个步骤，也是六礼的最后一步，是指新郎亲自前往岳家，将新娘接回来完成婚礼。至今仍保留在傳統婚禮中。
中國歷代雖然皆有不親迎（又稱單頂娶）的例子，但某些情況下新郎必須親迎。当新娘嫁妆等于或高于彩礼时，新郎必须亲自去迎亲。肇因自宋代以来，历代法律规定嫁妆必须至少为聘礼的一半或更多，嫁妆等于或高于彩礼时，男方无任何财物损失，因此新郎必须亲自去迎亲以代表男方向女方致谢。另一种情况是即便嫁妆没有等于或高于彩礼，但新娘在世的父、兄、弟、叔、伯、舅于当朝为官，其现任官阶等于或高于新郎本人或其在世的父、兄、弟、叔、伯、舅的现任官阶，新郎则必须亲自去迎亲。但双方所有官阶必须是经科举或军功而得，退休或花钱捐来的不算。即使嫁妆没有等于或高于彩礼，但新娘在世的父、兄、叔、伯、舅考取的科举名次等于或高于新郎本人或其在世的父、兄、弟、叔、伯、舅考取的科举名次，新郎也必须亲自去迎亲。同官阶的要求一样，双方所有功名必须是经科举考试而得，花钱捐来的不算。这两种情况都是反映了传统中国文化中注重教育，推行仁义的美德。

## 程序

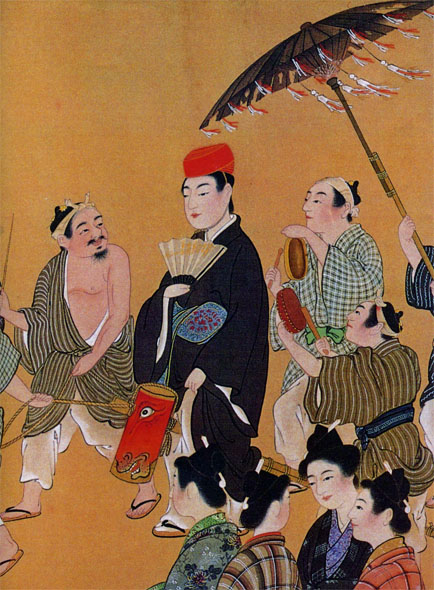
前往女家親迎的琉球士族新郎

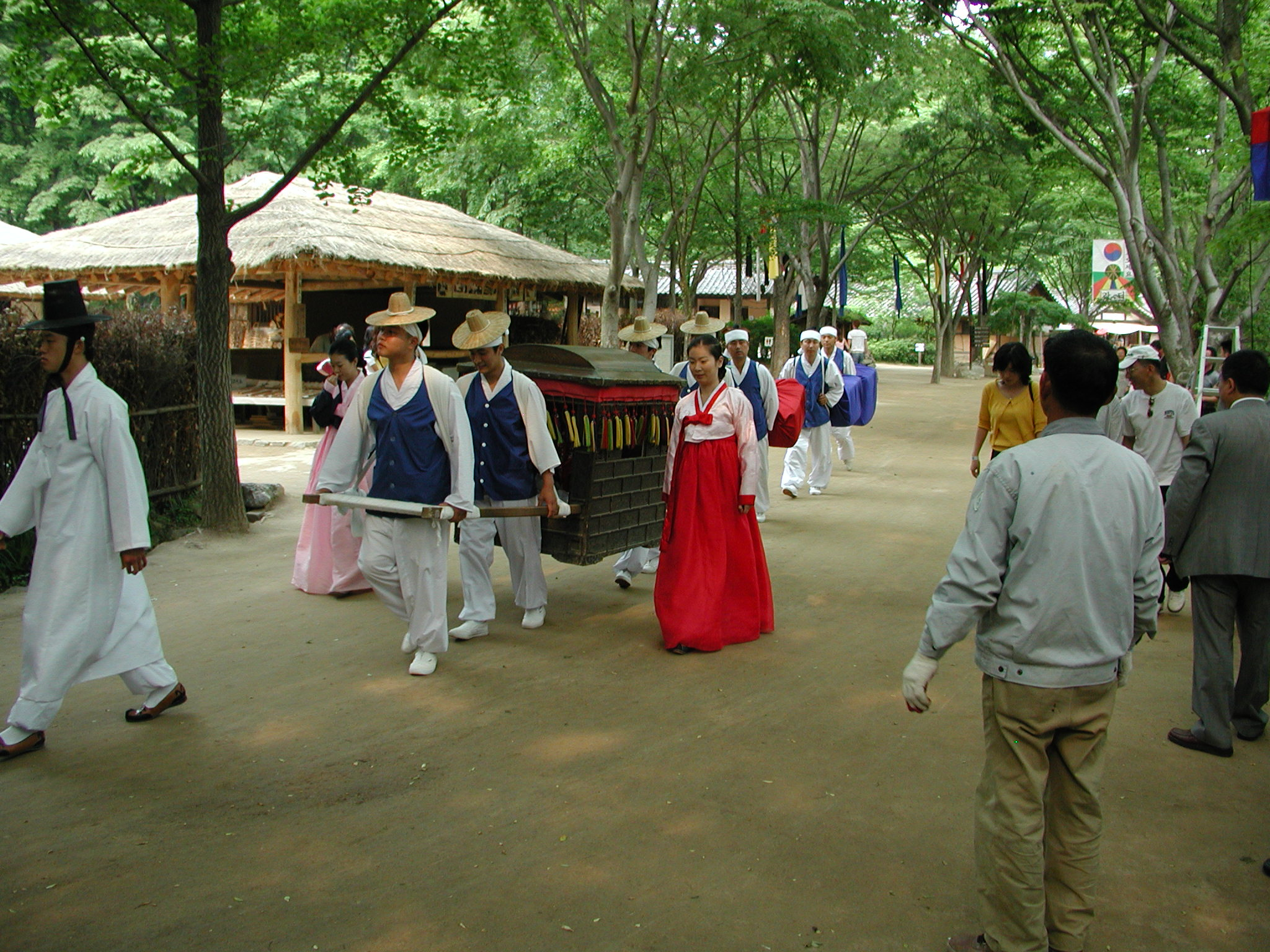
朝鮮傳統婚禮的親迎隊伍

親迎时新郎穿著婚服，攜同迎書，騎馬、乘車或轿子去新娘家接新娘，也有徒步前往女家，行于新娘将要坐的車或花轿之前。自北宋以降，新郎亲迎亲时需同拜堂一样戴花。

### 下婿
下婿為中國傳統婚禮親迎特有習俗。亲迎礼中，新娘娘家人往往会故意刁难新郎，称为攔門、下婿，又称堵门游戲、接亲游戏、整蛊新郎、玩新郎。堵门是指男方迎娶队伍到达新娘家时并不能马上进门，而需完成一系列向女方行礼的婚俗礼仪后才能得入。例如新郎中过举，双顶娶时新娘家人会让新郎作诗以考证新郎之才学，新郎所作之诗让新娘及女家人满意了才会开门，让新郎家的迎娶队伍入内。堵门缘于旧時認為拖延新娘出门的时间越长，对女家越有好处，就能留住更多的财气。也有说这样才显得男家有诚意。現代堵门游戏通常包括逼新郎吃下或喝下怪味食物或饮料。

#### 姊妹钱
开门钱中的最后一项为姊妹钱，是男方给新娘的姊妹们的。

### 奠雁

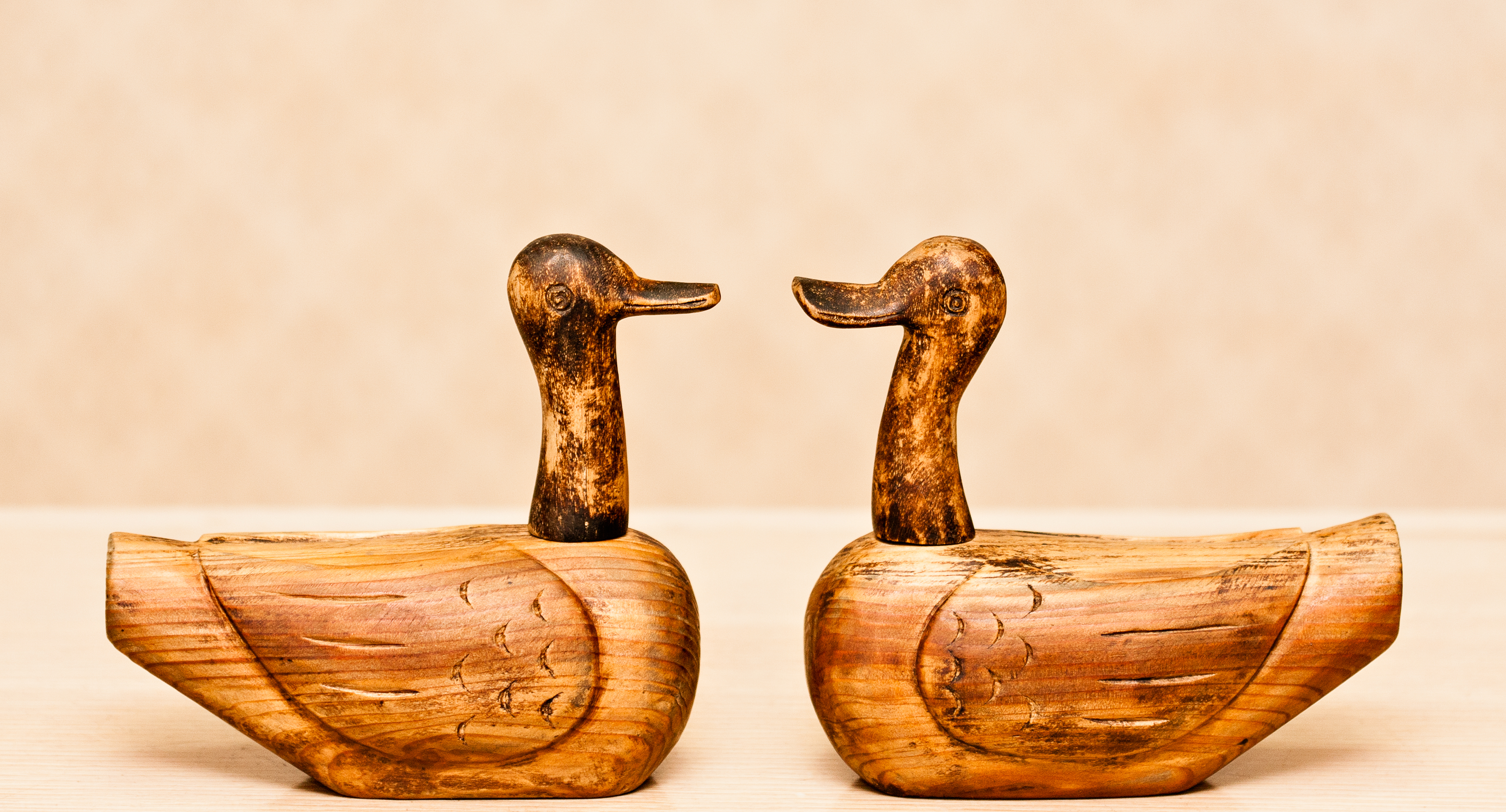
奠雁用的木雁

中國、朝鮮、越南傳統婚禮中，新郎進門後，會向女家獻一對雌雄雁作為見面禮，稱為奠雁。初期是用活雁，後來因為活雁得來不易，遂改用木雁，越南則改用一對白鵝。新郎會把雁放在地上，然後向新娘父母行拜禮，新娘父母接收雁後，新郎才可以起來。

### 女方家中進行的仪式
男方迎娶队伍获准进入新娘家后，并不能马上接走新娘，双方都须完成一系列婚俗礼仪后方能成行。。

### 新娘出門
是指新郎帶領新娘離開娘家，前往男家的過程。由於自宋代起新娘多坐花轎前往男家，因此又稱上轎。新娘出門要完成一系列婚俗礼仪。現代新娘多乘搭汽車前往男家，但不少出門習俗依然保留。在完成新娘出門前的一系列儀式後，新娘才可以出門。
在朝鮮，雖然朝鮮王朝參照《朱子家禮》編纂《國朝五禮儀》等禮書，有親迎禮，規定新郎到女家後與新娘回到男家拜堂，但民間舉行婚禮時因為仍存有母系社會遺風，未必完全依照禮法於親迎後與新娘一同回到男家拜堂，而是在女家拜堂、合巹同牢後才一同出門前往男家，與中國、越南、琉球婚禮親迎後新娘出門到男家拜堂有所不同。

## 特殊類型的親迎
有些親迎其實是抢亲，一些人因家境贫困，置不起聘礼，無法循正常禮制娶妻，就采用抢亲的方式来解决。肇因人们慑于社会舆论及礼教，无法省略婚娶礼仪，否则会被世人视为大逆不道、奇耻大辱，成了世人的笑料话柄。而以親迎為名的抢亲却得到社会舆论的认可和谅解。古时相约成俗，抢亲不犯法，但不能抢错人，并只能由新郎动手抢。抢亲时如遇不知情者，男方只要鸣锣，人们和官府便知是抢亲，就承认它的合法性，不去干涉了。只有家境贫困的双方才会采取抢亲，以便让两家都可省去筹集不到的婚礼所需巨资，让新人及时成婚。